# 土浦スマートインターチェンジ
土浦スマートインターチェンジ（つちうらスマートインターチェンジ）は、茨城県土浦市において事業中の常磐自動車道のスマートインターチェンジである。名称は仮称である。

## 概要
本線直結型で建設され、利用可能車種はETC搭載の全車種で24時間運用、上下線ともに出入可となる予定。

## 道路
- E6 常磐自動車道

## 沿革
- 2024年（令和6年）9月6日 : 国土交通省より新規事業化[1][2]。

## 隣
E6 常磐自動車道
(5)桜土浦IC - 土浦スマートIC（仮称・事業中） - (6)土浦北IC